# Tip of the Iceberg/Takin' It Ova!
Tip of the Iceberg/Takin' It Ova! è un album split del gruppo pop punk statunitense New Found Glory e della super band International Superheroes of Hardcore, pubblicato nel 2008. Contiene l'EP dei New Found Glory Tip of the Iceberg e l'EP degli International Superheroes of Hardcore Takin' It Ova!.

## Tracce
CD1
Testi e musiche dei New Found Glory, eccetto dove indicato.
1. Tip of the Iceberg – 1:24
2. Dig My Own Grave – 2:21
3. If You Don't Love Me – 1:55
4. No Reason Why – 2:03 (Gorilla Biscuits)
5. Here We Go Again – 2:29 (Shelter)
6. Cut the Tension – 1:53 (Lifetime)

Durata totale: 12:05
Traccia bonus (Giappone)
1. Jóga – 4:04 (Björk)

CD2
Testi e musiche degli International Superheroes of Hardcore.
1. ISHC Theme Song – 1:18
2. Screamo Gotta Go – 0:56
3. Captain Straight Edge – 1:24
4. Seat Belt – 1:43
5. Madball's Got Our Back – 1:09
6. Fashion Show – 1:40
7. Back to the Future – 1:31
8. Superhero Sellouts – 0:43
9. Just Like Dr. Jones – 1:06
10. Hardcore Hokey Pokey – 1:10
11. Dirty Mouth – 1:33
12. eBay Revenge – 1:06

Durata totale: 15:19